# Die Graserin

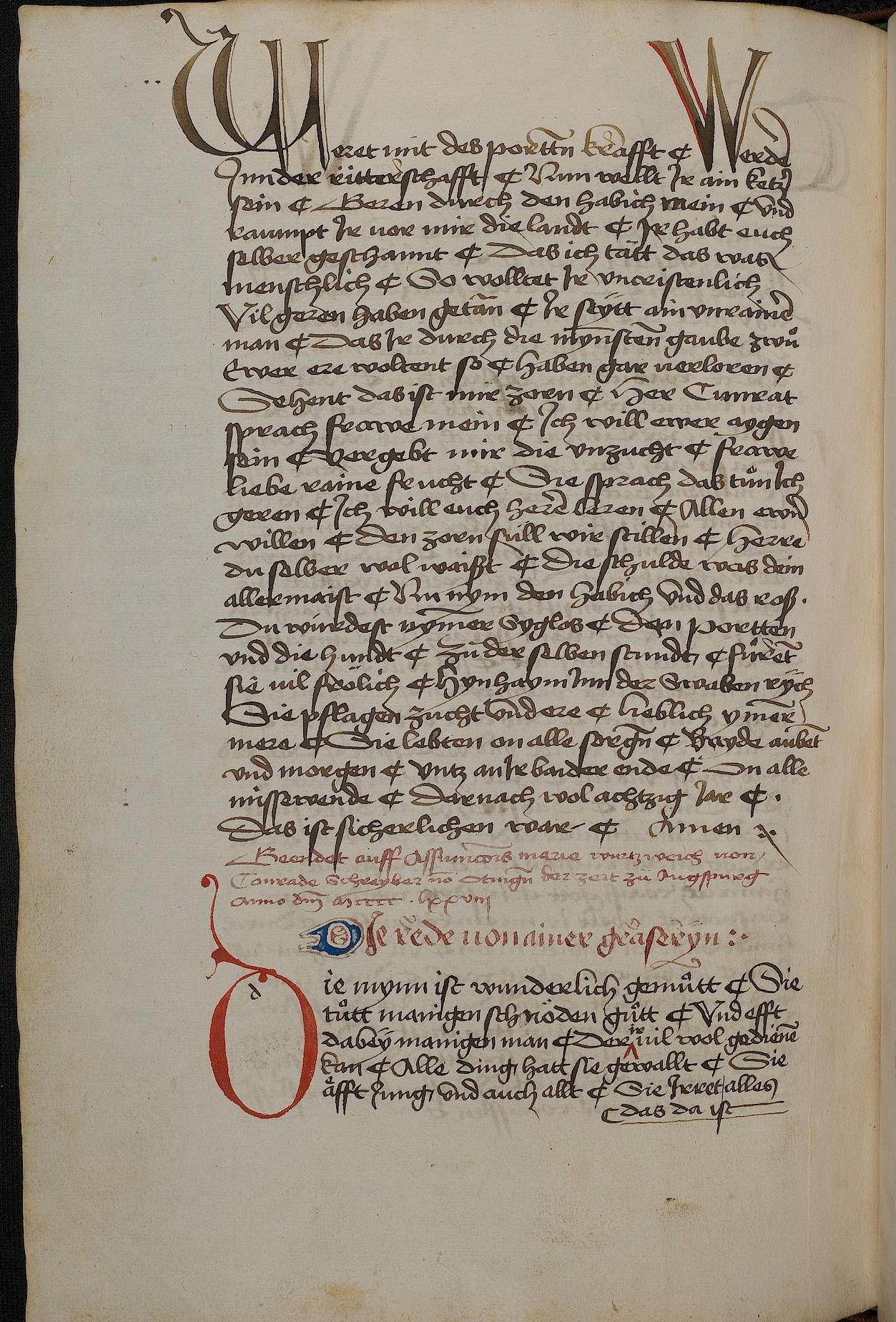
Die Graserin, Cod. Pal. germ. 4, Blatt 208v (unten)

Die Graserin ist eine wohl noch im 14. Jahrhundert entstandene oberdeutsche Minnerede.
Das Autor-Ich stellt in teilweise drastisch-obszönen Formulierungen die Vorzüge der niederen Minne zu einer Graserin gegenüber der hohen Minne heraus. Nach dem nur in der längeren Fassung der Heidelberger Handschrift (der Text am Ende datiert 1479) überlieferten Schluss könnte es sich um einen poetischen Neujahrsgruß gehandelt haben.
Das Gedicht ist in zwei Handschriften des 15. Jahrhunderts überliefert, die beide online verfügbar sind:
- Dresden, SLUB, Mscr. Dresd. M65 (Iwein-Handschrift), Bl. 1ra–1vb (131 Verse)
- Heidelberg, UB, Cod. Pal. germ. 4 (geschrieben von Konrad Bollstatter), Bl. 208v–210v (194 Verse)

Es wurde von Adelbert von Keller 1846 nach der Heidelberger Handschrift abgedruckt.
Als Beispiel für die derbe Ausdrucksweise sei zitiert (Keller S. 7):
Die weil hatt sie ain pürde gras

Hynden auff den ars geschürtzt

Vnd hat sich da nider gestürtzt.

All scham ist vns da fremdt,

Jn den sattel auff jr hembdt

Knye ich mitt gracktem gsper.
Rezeption

Eine Graserin oder Grasmagd hatte vor allem die Aufgabe, Gras für die Viehfütterung zu schneiden. Bei den Gebrüdern Grimm heißt es außerdem: „die graserin ist eine beliebte figur in volksliedern und gedichten erotischen inhalts“ oder „das grasen der mädchen und frauen ist ein beliebtes literarisches motiv im zusammenhang mit liebesabenteuern“ (Deutsches Wörterbuch)
- Graserin (111) ist der Titel eines Lides im Verzeichnis Alte hoch- und niederdeutsche Volkslieder von Ludwig Uhland.[3]
- Die Graserin (um 1740) erscheint bei Ludwig Erk im Deutschen Liederhort.[4]